# Tresfjorden
Tresfjorden (engelsk: Tres Fjord) er en fjord i Vestnes Kommune i Møre og Romsdal fylke i Norge. Den 12 km lange fjord er en gren af Romsdalsfjorden, og det er en af de to hovedfjorde, der skærer sig ind i kommunen. Landsbyen Vestnes ligger på vestsiden ved mundingen af fjorden, og landsbyen Vikebukt ligger ved østsiden af mundingen af fjorden. I den sydlige ende ligger landsbyen Tresfjor.
Europavej E39 løber langs den nordvestlige bred af fjorden, og europavej E136 nærmer sig fjorden fra øst og krydser den over Tresfjordbroen. Broen åbnede i 2015 og krydsede den nordlige del af fjorden lige syd for landsbyerne Vestnes og Vikebukt. Åbningen af broen resulterede i, at E136 blev omdirigeret over broen i stedet for at følge østkysten ned og omkring fjorden.